# Rolvsøy
Rolvsøy ou Rolvsøya (en Same du Nord : Gádde-Iččát) est une île de la municipalité de Måsøy dans le comté de Finnmark, en Norvège. L’île a une superficie de 89 kilomètres carrés et compte 72 habitants en 2001. L’île est située au sud de l’île d’Ingøya et au nord-ouest du continent, dont elle est séparée par le Rolvsøysundet.
L’île est montagneuse. Elle est presque coupée en deux par deux fjords : le Valfjorden à l’ouest et le Langfjorden à l’est, avec un isthme marécageux de 800 mètres de large entre les deux. Presque tous les établissements humains se trouvent dans la partie nord de l’île. Sur la côte ouest se trouve le village de pêcheurs de Tufjord, et sur la côté est le village balnéaire de Gunnarnes, où il y a une liaison par ferry-boat avec les villages de Havøysund et Ingøy. La chapelle Gunnarnes est située du côté est de l’île.